# Доброта
Добротата е морално качество и добродетел; вид поведение, белязано с прояви на щедрост, внимание или загриженост за другите, без да се очаква похвала или награда. Добротата е една от основните теми в Библията. В Книга II на „Риторика“ Аристотел определя добротата като „услужливост към някой в нужда, не в замяна на нищо, нито в полза на самия помощник, а на този човек, на който се помага“. Ницше смята добротата и любовта за „най-лечебните билки и представители в човешкия контакт“. Добротата се счита за една от рицарските добродетели. В ученията на Мехер Баба Бог е синоним на доброта: „Бог е толкова благ, че е невъзможно да си представим Неговата неограничена доброта!“

## В обществото
При избора на човек за чифтосване проучванията показват, че както мъжете, така и жените ценят добротата и интелигентността в своите бъдещи партньори, заедно с външния вид, привлекателността, социалния статус и възрастта.

### „Добро момче“
„Добро момче“ е неформален и обикновено стереотипен израз за (често млад) мъж, който се представя като нежен, състрадателен, чувствителен и/или уязвим. Терминът се използва както положително, така и отрицателно.
Когато се използва положително, и особено когато се използва като предпочитание или описание от някой друг, той има за цел да подскаже мъж, който поставя нуждите на другите преди своите, избягва конфронтации, прави услуги, дава емоционална подкрепа, опитва се да се пази от проблеми, и като цяло действа добре спрямо другите. В контекста на връзката може да се отнася и за честност, лоялност, романтизъм, учтивост и уважение.
Когато се използва отрицателно, приятен човек предполага мъж, който не е категоричен, не изразява истинските си чувства и в контекста на запознанствата (в които терминът често се използва) използва актове на привидно (фалшиво) приятелство с незаявената цел преминаване към романтична или сексуална връзка.

## В психологията
Въз основа на експерименти в Йейлския университет, използващи игри с бебета, някои изследвания стигат до извода, че добротата е присъща на хората. Съществуват подобни изследвания за корена на емпатията в ранна детска възраст – „двигателното огледало“ (когато човек несъзнателно имитира жеста, речевия модел или отношението на друг), развиващо се в първите месеци от живота, за да доведе (оптимално) до лесното безпокойство, проявено от децата за връстниците си в беда.
Барбара Тейлър и Адам Филипс подчертават елемента на необходимия реализъм в добротата за възрастни, както и начина, по който „истинската доброта променя хората в това, често по непредсказуеми начини“.

## В литературата
- „Tirukkural“, древноиндийски труд за етика и морал, посвещава отделна глава за добротата (глава 8, стихове 71 – 80), като доразвива стойността в други глави, като гостоприемството (стихове 81 – 90), като изрича приятни думи (стихове 91 – 100), състрадание (стихове 241 – 250), морално вегетарианство (стихове 251 – 260), ненасилие (стихове 311 – 320), неубийство (стихове 321 – 330) и доброжелателност (стихове 571 – 580), между другото.[17][18]
- Марк Твен от гледна точка на състрадание счита „Добротата [като] език, който глухите могат да чуят, а слепите да видят.“[19]
- Предполага се, че „по-голямата част от опуса на Шекспир може да се счита за изследване на човешката доброта“.[20]
- Робърт Луис Стивънсън смята, че „същността на любовта е добротата; и наистина може най-добре да се определи като страстна доброта: така да се каже, любезността полудява и става нахална и насилствена“.[21]
- Християнският апостол Павел посочва добротата като една от деветте черти, считани за „плод на Духа“[22] в Галатяни 5:22. В 1 Коринтяни 13:4 той казва: „Любовта е търпелива, любовта е мила.“[23]

## В медиите
„Предай нататък“ (на английски: Pay It Forward), базиран на едноименния роман, написан през 1999 г. от Катрин Райън Хайд, е филм, с участието на Кевин Спейси, Хелън Хънт, Хейли Джоел Осмент и Джон Бон Джови, илюстрира силата, с която човек може да въздейства върху верижна реакция на добри дела. Философията на „Предай нататък“ е, че чрез прояви на доброта сред непознати всички насърчаваме по-грижовно общество. В книгата и филма Рубен Сейнт Клер, учител по социални науки в Атаскадеро, Калифорния, предизвиква своите ученици да „променят света“. Един от неговите ученици, Тревър, приема предизвикателството присърце. Той започва, като проявява доброта към непознат, което резонира по-далеч, отколкото би могъл да си представи.
„Kindness Boomerang“ е видеоклип, публикуван от нестопанската организация Life Vest Inside през октомври 2011 г. Той показва как един акт на доброта преминава безпроблемно от един човек към следващ и се връща като бумеранг обратно към човека, който го е задействал. Orly Wahba, основателят на Life Vest Inside и директор на Kindness Boomerang обяснява, че всяка сцена е базирана на опит от реалния живот, през който тя лично е преминала; моменти на доброта, които са оставили траен отпечатък в живота ѝ. В рамките на няколко месеца след излизането си, Kindness Boomerang бързо циркулира в интернет; достигайки до над 20 милиона души в световен мащаб и участва в TED, за да говори за силата на добротата.
„Отнасяйте се към хората с доброта“ (съкратено на английски: TPWK) е лозунг, с който певецът и автор на песни Хари Стайлс насърчава добротата поне от 2017 г.
„Хами“ е ням 3-минутен филм, дело на ученици от Второ ОУ в Стара Загора, пресъздаващ верижната реакция в предаването на акта на доброта.

## Отражение в изкуството
В изобразителното изкуство популярен образ на добротата е нейна персонификация с майка, която в акт на благотворителност към чужди деца, доброволно предоставя своята помощ под формата на кърмене.
- „Благотворителност“ (на английски: charity), худ. Себалд Бехам, 16 век
- „Благотворителност“, худ. Жак Стела
- „Благотворителност“, худ. Антонис ван Дайк, 16271628 г.
- „Благотворителност“, худ. Уилям Адолф Бугеро, (1859)
- „Благотворителност“, худ. Уилям Адолф Бугеро, (1878)